# William Barclay (theoloog)
William Barclay (Wick, 5 december 1907 - Glasgow, 24 januari 1978) was een Schots classicus, predikant van de Kerk van Schotland en hoogleraar Theologie en Schriftkritiek aan de Universiteit van Glasgow.

## Biografie
Barclay studeerde klassieke letteren aan de Universiteit van Glasgow. Hij bekwaamde zich voornamelijk in de oud-Griekse literatuur waar hij zijn leven lang een voorliefde voor zou blijven houden. Na het behalen van de magistergraad (1925) studeerde hij aansluitend theologie in Glasgow en Marburg (1925-1932, 1932-1933) en was nadien als predikant verbonden aan de Drie-eenheidskerk van Renfrew. Van 1946 tot 1963 was hij docent Nieuwe Testament aan de Universiteit van Glasgow en in 1963 werd hij hoogleraar Theologie en Schriftkritiek. Hij zag het als zijn voornaamste taak om de meest wetenschappelijk resultaten op het gebied van modern bijbelonderzoek voor een zo breed mogelijk lezerspubliek toegankelijk te maken. Van zijn hand verscheen onder meer het zeventiendelig commentaar op het Nieuwe Testament, Daily Bible Studies (met eigen bijbelvertaling), die nog steeds gedrukt wordt door de officiële uitgeverij van de Kerk van Schotland (inmiddels wordt een herziening gedrukt onder de naam New Daily Bible Studies). Ook schreef hij een inleiding op de Bijbel, boeken over het leven van Jezus van Nazareth, eschatologie, wonderen en commentaren op het Onze Vader, de Tien Geboden en de Apostolische Geloofsbelijdenis.
Een van zijn bekendste werken is het boek New Testament Words (Nieuwtestamentische Woorden) waarin hij in het Nieuwe Testament veelvoorkomende Griekse woorden op een wetenschappelijke maar ook toegankelijke wijze probeert uit te leggen. Vlak voor zijn dood verscheen A Spiritual Autobiography (Een Spirituele Autobiografie). Hij was een graag geziene en graag beluisterde commentator voor de BBC.
Hij gold als een controversieel theoloog omdat hij zich met zijn standpunten soms verwijderde van de officiële lijn van de Kerk van Schotland. Zo was hij een verklaard universalist (hij ontkende het bestaan van een hel als strafoord in het hiernamaals niet, maar verwierp de eeuwigheid van de hel) en liet hij zich kritisch uit over de traditionele verzoeningsleer van het plaatsvervangend lijden van Christus Daarnaast had hij scherpe kritiek op het godsbeeld in het westerse christendom ("the God of terror"). Daarnaast was hij pacifist en een aanhanger van de evolutieleer.
Barclay overleed in 1978 op 70-jarige leeftijd.

## Privé
Hij was getrouwd met domineesdochter Katherine Barbara Gillespie en had drie kinderen. Een dochter kwam in 1956 op 21-jarige leeftijd om het leven tijdens een ongeluk met een zeilboot.

## Onderscheiding
- Commander of the British Empire (C.B.E.): 1969

## Werken
- The Gospels and Acts: Matthew, Mark and Luke
- The Gospels and Acts: John and Acts
- Discovering Jesus
- Jesus of Nazareth (handboek bij de miniserie)
- Jesus As They Saw Him
- Crucified and Crowned
- The Mind of Jesus
- The Parables of Jesus
- The Plain Man Looks at the Beatitudes
- The Plain Man Looks at the Lord's Prayer
- The Old Law and the New Law
- And He Had Compassion: The Miracles of Jesus (Judson Press)
- We Have Seen the Lord!
- The Master's Men
- Fishers of Men
- The New Testament: A New Translation
- A Beginner's Guide to the New Testament
- The New Daily Study Bible (17 delen met commentaar op het Nieuwe Testament)
- Insights (8 delen)
- Good Tidings of Great Joy
- God's Young Church
- The Mind of St. Paul
- Many Witnesses, One Lord
- At the Last Trumpet: Jesus Christ and the End of Time
- Flesh And Spirit: An Examination of Galatians 5:19–23
- The Men, The Meaning, The Message of the Books
- Great Themes of the New Testament
- New Testament Words
- Introducing the Bible
- The Ten Commandments
- The Apostles' Creed
- Growing in Christian Faith
- Letters to the Seven Churches
- The Lord is My Shepherd
- The Lord's Supper
- The Promise of the Spirit
- Communicating the Gospel (herdrukt onder de titel Meditations on Communicating the Gospel)
- Ethics in a Permissive Society
- A Spiritual Autobiography